# Torneo Albert Schweitzer 1973
Il Torneo Albert Schweitzer 1973 si è svolto nel 1973 a Mannheim, nell'allora Germania Ovest.

## Classifica finale
| Pos. | Squadra        |
| ---- | -------------- |
|      | Stati Uniti    |
|      | Polonia        |
|      | Jugoslavia     |
| 4.   | Italia         |
| 5.   | Finlandia      |
| 6.   | Germania Ovest |
| 7.   | Cecoslovacchia |
| 8.   | Inghilterra    |
| 9.   | Belgio         |
| 10.  | Lussemburgo    |
| 11.  | Turchia        |
| 12.  | Francia        |